# Siêu cúp Bóng đá Quốc gia 2020
Siêu cúp Bóng đá Quốc gia 2020 (tên chính thức là Siêu cúp Bóng đá Quốc gia 2020 - Cúp THACO 2020 vì lý do tài trợ) là trận đấu bóng đá diễn ra lần thứ 22 của Siêu cúp bóng đá Quốc gia. Trận đấu diễn ra vào ngày 9 tháng 1 năm 2021 giữa hai đội bóng Viettel (đội vô địch V.League 1 2020) và Hà Nội (đội vô địch Cúp quốc gia 2020, đương kim vô địch Siêu cúp Quốc gia 2019) trên sân vận động Hàng Đẫy. Trận đấu do Công ty Cổ phần Bóng đá chuyên nghiệp Việt Nam (VPF), Đài Truyền hình Việt Nam và Báo Tiền Phong đồng tổ chức.
Trong trận đấu này, Hà Nội đã đánh bại Viettel với tỷ số 1–0 nhờ bàn thắng duy nhất của Bùi Hoàng Việt Anh ở phút 74, qua đó giúp Hà Nội giành Siêu cúp Quốc gia lần thứ 4 trong lịch sử đội bóng, cân bằng kỷ lục do Sông Lam Nghệ An và Becamex Bình Dương cùng nắm giữ. Trước đó, đội bóng Thủ đô từng đăng quang lần đầu năm 2010 và 2 năm liên tiếp 2018, 2019 trong 7 lần góp mặt.

## Thông tin trận đấu

### Nhà tài trợ
- Nhà tài trợ Kim cương: Công ty cổ phần ô tô Trường Hải.
- Nhà tài trợ đồng hành: Thương hiệu Apollo Silicone.

### Phát sóng truyền hình
Cũng như những trận Siêu cúp trước, Ban tổ chức (BTC) tiếp tục không bán bản quyền phát sóng trận đấu nhằm phục vụ nhu cầu giải trí cho người hâm mộ. Theo đó, ngoài Đài Truyền hình Việt Nam tổ chức phát sóng trực tiếp, mọi đài truyền hình khác có nhu cầu thông tin về trận Siêu cúp đều được tạo điều kiện tác nghiệp tối đa theo sự điều hành chung của BTC trận Siêu cúp.

### Phát hành vé
5000 vé được phát hành cho trận đấu, tuy nhiên chỉ có một nửa số vé được bán cho người hâm mộ. Số vé còn lại được BTC phân phối đến các câu lạc bộ và nhà tài trợ.

### Giải thưởng
- Đội Vô địch: Cúp, bảng danh vị, huy chương và giải thưởng 300.000.000 đồng.
- Đội còn lại: Bảng danh vị, huy chương và giải thưởng 200.000.000 đồng.
- Cầu thủ ghi bàn thắng đầu tiên: 10.000.000 đồng.
- Cầu thủ xuất sắc nhất trận đấu: 10.000.000 đồng.

## Chi tiết trận đấu
| Viettel | 0–1                      | Hà Nội                 |
| ------- | ------------------------ | ---------------------- |
|         | Chi tiết FULL HIGHLIGHTS | Bùi Hoàng Việt Anh 74' |

| Viettel | Hà Nội |

| GK                | 26 | Trần Nguyên Mạnh (C)  |     |       |
| CB                | 21 | Nguyễn Đức Chiến      |     |       |
| CB                | 44 | Luiz Silva Walter     | 61' |       |
| CB                | 88 | Bùi Duy Thường        | 45' |       |
| RM                | 8  | Nguyễn Trọng Hoàng    |     |       |
| CM                | 77 | Nguyễn Trọng Đại      | 67' | 90+2' |
| CM                | 28 | Nguyễn Hoàng Đức      |     |       |
| LM                | 22 | Nguyễn Hữu Thắng      |     | 67'   |
| RW                | 9  | Trần Ngọc Sơn         |     | 85'   |
| LW                | 33 | Dương Văn Hào         |     |       |
| ST                | 10 | Pedro Paulo           |     |       |
| Dự bị:            |    |                       |     |       |
| GK                | 25 | Quàng Thế Tài         |     |       |
| DF                | 5  | Trương Văn Thiết      |     |       |
| DF                | 93 | Nguyễn Thanh Bình     |     |       |
| MF                | 92 | Nguyễn Đức Hoàng Minh |     |       |
| FW                | 68 | Nguyễn Việt Phong     |     | 85'   |
| MF                | 29 | Trương Tiến Anh       |     |       |
| FW                | 20 | Nhâm Mạnh Dũng        |     |       |
| FW                | 19 | Trần Danh Trung       |     | 90+2' |
| MF                | 6  | Vũ Minh Tuấn          |     | 67'   |
| Huấn luyện viên:  |    |                       |     |       |
| Trương Việt Hoàng |    |                       |     |       |

| GK               | 30 | Nguyễn Văn Công      |       |     |
| RB               | 13 | Trần Văn Kiên        |       |     |
| CB               | 15 | Nguyễn Thành Chung   |       |     |
| CB               | 68 | Bùi Hoàng Việt Anh   | 74'   |     |
| LB               | 15 | Phạm Đức Huy         |       | 63' |
| DM               | 8  | Moses Oloya          |       |     |
| DM               | 94 | Geovane Magno        |       |     |
| RAM              | 88 | Đỗ Hùng Dũng         |       | 63' |
| LAM              | 10 | Nguyễn Văn Quyết     |       | 86' |
| AM               | 19 | Nguyễn Quang Hải (C) |       |     |
| ST               | 37 | Bruno Cantanhede     |       |     |
| Dự bị:           |    |                      |       |     |
| DF               | 66 | Nguyễn Văn Dũng      | 90+2' | 63' |
| MF               | 6  | Đậu Văn Toàn         |       |     |
| MF               | 11 | Phạm Thành Lương     |       | 63' |
| MF               | 14 | Lê Tấn Tài           |       |     |
| DF               | 22 | Nguyễn Quốc Long     |       |     |
| GK               | 1  | Bùi Tấn Trường       |       |     |
| MF               | 98 | Hồ Minh Dĩ           |       |     |
| DF               | 21 | Trần Đình Trọng      |       |     |
| FW               | 29 | Ngân Văn Đại         |       | 86' |
| Huấn luyện viên: |    |                      |       |     |
| Chu Đình Nghiêm  |    |                      |       |     |

| Cầu thủ xuất sắc nhất trận: Bùi Hoàng Việt Anh Các trợ lý trọng tài: Phạm Mạnh Long Trần Duy Khánh Trọng tài thứ tư: Nguyễn Đình Thái Giám sát trọng tài: Đặng Thanh Hạ Giám sát trận đấu: Hoàng Ngọc Tuấn | Điều lệ trận đấu - 90 phút thi đấu chính thức. - Sút luân lưu nếu tỷ số hòa sau hai hiệp chính. - 9 cầu thủ dự bị, thay tối đa 5 cầu thủ trong ba lượt thay. - Mỗi đội được phép sử dụng ba cầu thủ ngoại binh và 1 cầu thủ gốc nước ngoài nhập tịch. |

### Thông số trận đấu
| Thống kê                      | Viettel FC | Hà Nội FC |
| ----------------------------- | ---------- | --------- |
| Bàn thắng                     | 0          | 1         |
| Sút bóng                      |            |           |
| Số cú sút trúng đích          |            |           |
| Tỷ lệ kiểm soát bóng          |            |           |
| Phạt góc                      |            |           |
| Phạm lỗi                      |            |           |
| Việt vị                       |            |           |
| Thẻ vàng                      | 3          | 1         |
| Thẻ đỏ                        | 0          | 0         |
| Nguồn tham khảo:bongdaplus.vn |            |           |

| Siêu cúp bóng đá Việt Nam năm 2020 Nhà vô địch |
| ---------------------------------------------- |
| Hà Nội Vô địch lần thứ 4                       |